# La lupa (película de 2019)
La lupa es una película documental argentina dirigida por Marina Zeising, sobre su propio guion, estrenada en mayo de 2019 y que abordaba el tema de la maternidad.

## Sinopsis
Desde Roma a Oslo, el país de sus ancestros maternos, la directora hace una travesía con sus propias reflexiones y entrevistas a mujeres, incluida su madre, sobre sus experiencias como mujer, esposa y madre. Entre otros temas, se abordan las múltiples maneras de entender los conceptos de pareja y maternidad/paternidad, la lucha por el aborto legal y gratuito en Italia, Noruega y Argentina, las diferencias en el mercado laboral entre hombres y mujeres, políticas públicas en torno al desarrollo familiar, el parto domiciliario con asistencia médica y la violencia obstétrica. El filme pondera la salud pública entrevistando a diferentes profesionales que trabajan en un Hospital Público como un derecho universal, defendiendo los derechos de las mujeres y del niño a recibir la atención médica correspondiente siguiendo los protocolos de la salud pública y prescripciones médicas como una responsabilidad social por sobre el interés particular.

## Entrevistados
Intervinieron en el filme los siguientes entrevistados:
- Margit Ljosaa
- Pilar Orellana
- Delia Ponce Zarlungo
- Analía Rovtar
- Gabriela Sala
- Marina Miletti
- Vanesa Scheurle
- Oria Gargiano
- Giorgia Serughetti
- Bárbara Romagnoli
- Trixie Amuchástegui
- Katarina Storalm
- Johanne Vierhaug Lühr
- Marianne Haukland
- Heidi Newlands

## Críticas
Paula Vázquez Prieto en La Nación escribió:

”Marina Zeising construye su documental como las sucesivas estaciones de un viaje inabarcable: el desafío a los ideales de familia, el miedo al embarazo, el deseo de la maternidad. Su voz nos guía, se interroga, planifica sus arribos... Las entrevistas con profesionales y las reflexiones más pensadas dan cuenta de una instancia previsible, algo declarativa. Pero en su travesía hay momentos deslumbrantes: las divertidas discusiones con su madre, la emoción capturada en un grupo de lactancia... En esos pasajes el documental sintoniza con el sentir interno de su directora.”

Diego Brodersen en Página 12 opinó:

” La organización del material filmado por la propia Zeising no es caprichosa, aunque muchas veces cierta desprolijidad narrativa es morigerada en el montaje por textos con evidentes afanes poéticos... La subjetividad, sin embargo, no siempre es la mejor aliada y una breve escena sobre el final resulta gráfica al respecto: una joven en un grupo de lactancia afirma que su hijo comenzó a descansar bien por las noches cuando decidió desoír las recomendaciones del pediatra respecto de la importancia de que su bebé durmiera boca arriba.